# アプバクの戦い
アプバクの戦い（アプバクのたたかい、ベトナム語：Trận Ấp Bắc / 陣邑北）は、ベトナム戦争時の1963年1月、アメリカ軍及びベトナム共和国軍(南ベトナム軍)と南ベトナム解放民族戦線との間で行われた戦闘である。解放戦線はまず、アプバクの村で、テーラー将軍指揮下のヘリボーン作戦を待ち伏せし攻撃を行った。ヘリを集中的に攻撃し5機を撃墜、9機に損害を与え救出に駆けつけたM113を3輌撃破した。約2000人で構成され装備の面で圧倒的に勝るアメリカ軍とベトナム共和国軍(南ベトナム軍)が、解放戦線（約200人）に敗北した。この結果に衝撃を受けたケネディ大統領はアメリカ軍の本格投入をすることを決断した。